# Krasimir Awramow
Krasimir Iwanow Awramow (bułg. Красимир Иванов Аврамов; ur. 5 listopada 1972 w Sliwenie) – bułgarski piosenkarz i autor tekstów. Reprezentant Bułgarii z utworem „Illusion” w 54. Konkursu Piosenki Eurowizji (2009).